# Chésopelloz
Chésopelloz is een gemeente en plaats in het Zwitserse kanton Fribourg, en maakt deel uit van het district Saane/Sarine.
Chésopelloz telt 111 inwoners.

## Externe link

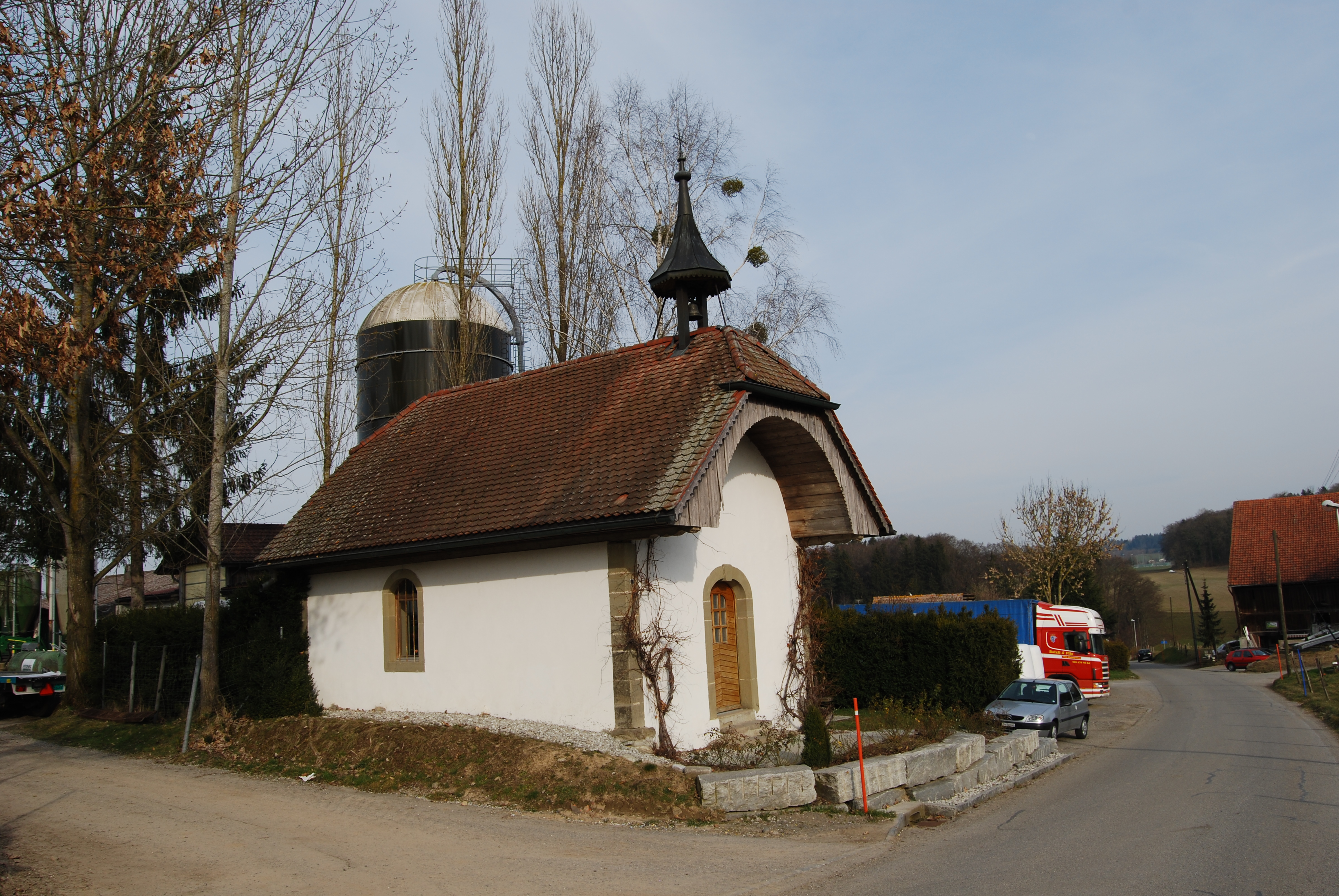
Chésopelloz